# موزيلا تايوان
موزيلا تايوان هي منظمة غير ربحية وجدت لدعم وتوفير التوجيه لمشروع موزيلا مفتوح المصدر في تايوان

## وصلات خارجية
- موزيلا تايوان على الفيسبوك  على فيسبوك.
- موزيلا تايوان على جوجل+
- موزيلا على اليوتيوب